# Rosengårdcentret
Rosengårdcentret er et indkøbscenter i det sydøstlige Odense.
Centret er opkaldt efter Rosengården, der var en af gårdene i landsbyen Ejby i fortidens Odense.
Der er 148 butikker og spisesteder, en Vue International biograf samt kontorer med liberale erhverv. Centrets samlede areal er 144.000 m², heraf 100.000 m² butiksareal. Det gør Rosengårdcentret til Danmarks største målt på areal og antal butikker. Centret har flere end 3.000 gratis parkeringspladser.
Byggeriet af centret blev påbegyndt i 1970 og indvielsen fandt sted den 25. maj 1971, hvor der var cirka 50 butikker. I 1977 havde Rosengårdcentret 60 butikker, i 1987 var tallet nået op på 98. I 1987 havde centret 3,9 millioner kunder, i 2003 var tallet steget til 6,3 millioner. Butiksantallet havde da rundet 125. I 2006 gik Rosengårdcentret i gang med en udvidelse af Rød Gade. Der blev bygget cirka 3.400 m² i stueplan og 1.700 m² i kælderplan, og de 14 nye butikker åbnede i marts 2007. Første spadestik til en udvidelse på 7.400 m² blev taget den 14. maj 2007. Udvidelsen blev indviet i september 2008 og rummer blandt andre fitnesscenter, legeland og yderligere butikker.
I marts 2008 blev en planlagt udvidelse på i alt 46.000 m² offentliggjort. Udvidelsen til 500 millioner kroner, bestod i et parkeringshus på syv etager, et Føtex-supermarked og ti nye butikker. Centerudvidelsens første spadestik blev taget i maj 2010, og indvielsen fandt sted i april 2012. Dermed nåede det samlede areal op på 144.000 m² – lidt større end Bruuns Galleri i Aarhus, og næsten 30.000 m² større end Field's i Ørestad ved København. I 2015 blev et lukket Kvickly-supermarkedslokale ombygget til 32 nye butikker, hvilket gør centeret til Danmarks største målt på areal og antal butikker. Den 7. november 2015 åbnede varehuset POWER i en ny tilbygning til Gul Gade.
Rosengårdcentret bliver betjent af Odense Letbane som stopper ved Rosengårdcentret Station.